# Rudolf von Marogna-Redwitz

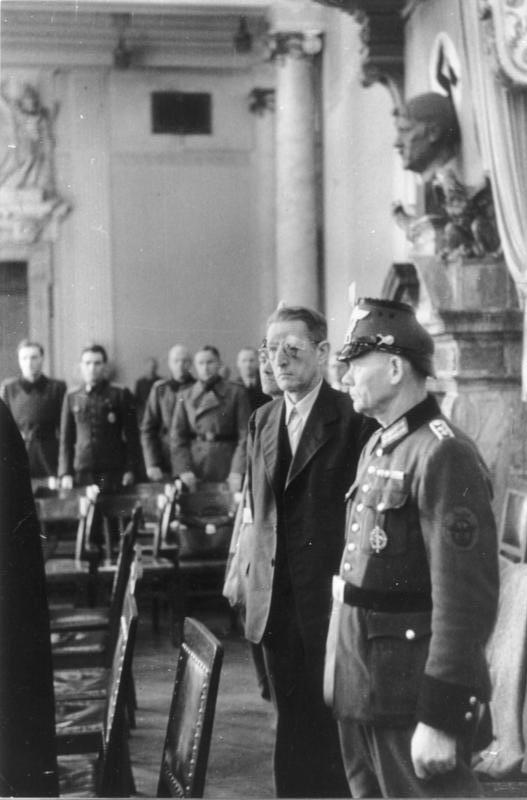
Graf von Marogna-Redwitz vor dem Volksgerichtshof

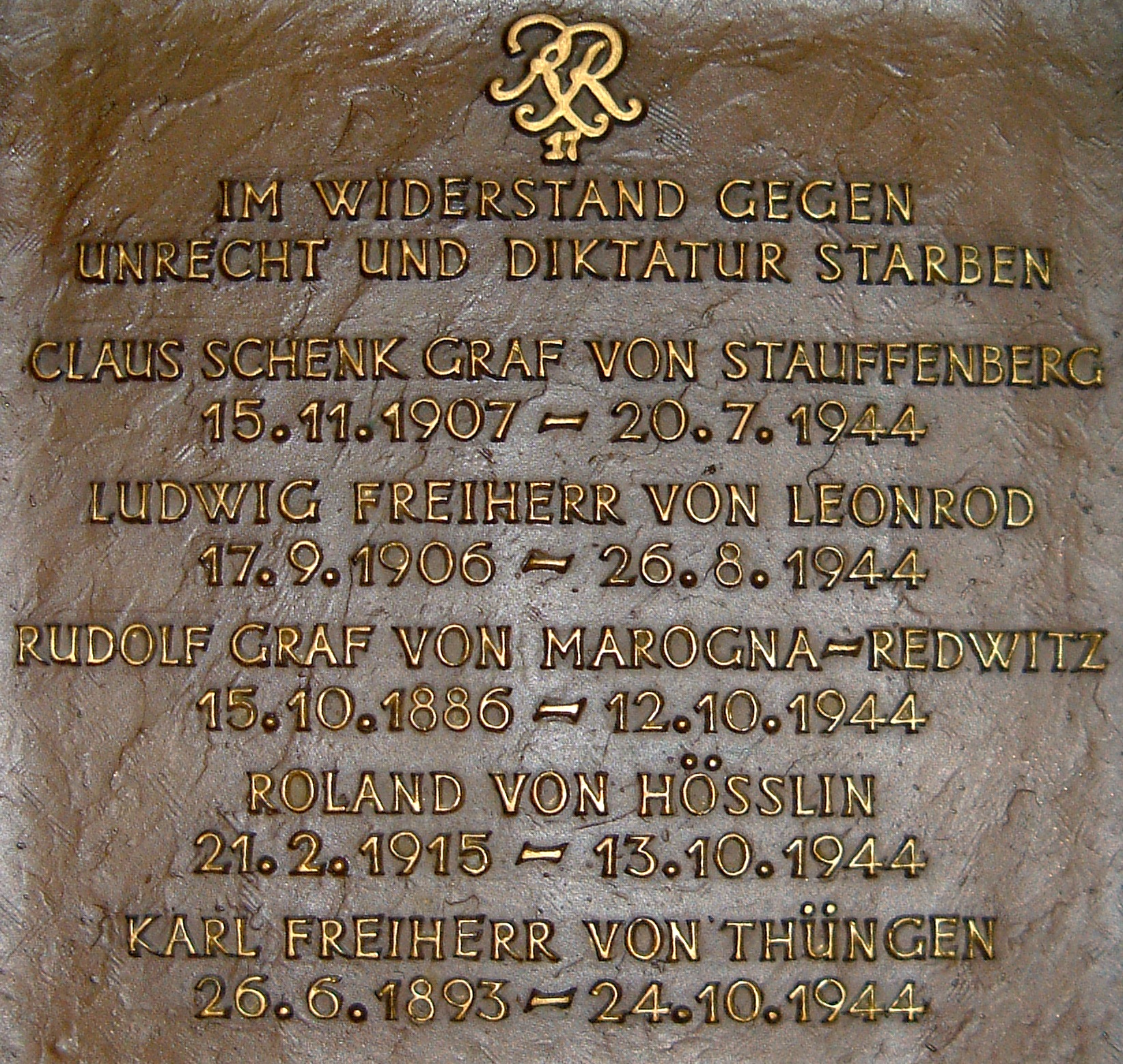
Dom zu Bamberg: Gedenken an Rudolf Graf von Marogna-Redwitz

Rudolf Graf von Marogna-Redwitz (* 15. Oktober 1886 in München; † 12. Oktober 1944 in Berlin-Plötzensee) war ein deutscher Oberst der Wehrmacht und ein Widerstandskämpfer des 20. Juli 1944.

## Familie
Rudolf von Redwitz entstammte der ehemals reichsunmittelbaren fränkischen, katholischen Adelsfamilie von Redwitz. Sein Vater war Hofmarschall des Königs Otto von Bayern, seine Mutter eine geborene Freiin von Stillfried aus Schloss Wisowitz in Mähren. Aus der Ehe stammten die vier Söhne Josef, Rudolf, Franz, Alfons und eine Tochter Maria Josepha.
Durch die Adoption seines Bruders Josef durch die römische Familie Marogna zur Sicherstellung der Erbfolge wurde der Familienname durch Eintragung des damaligen Prinzregenten Luitpold von Bayern als Graf Marogna-Redwitz sichergestellt.
Er war verheiratet mit Anna Gräfin von Arco-Zinneberg, mit der er eine Tochter und zwei Söhne hatte.

## Leben
Rudolf von Marogna-Redwitz studierte in München und wollte eigentlich Musiker werden. Nach Familiensitte wurde er aber Offizier. 1916 wurde er in Russland schwer verletzt und verlor das linke Auge. Bis nach dem Ersten Weltkrieg versah er seinen Dienst im 1. Bayerischen Schweren Reiter-Regiment in München. 1918 siedelte die Familie in den Chiemgau und war als Landwirt tätig. 1927 musste er sich einer erneuten Operation nach schwerer Kopfverletzung im Ersten Weltkrieg unterziehen und zog nach München. 1933 wurde er als Mitarbeiter des mit ihm befreundeten Admirals Wilhelm Canaris als E-Offizier (Ergänzungsoffizier) in den Abwehrdienst übernommen und wurde Leiter der Abwehr München. 1938, nur wenige Tage nach dem Anschluss Österreichs an das Deutsche Reich, wurde er Nachfolger von Oberstleutnant Erwin von Lahousen, dem Abteilungsleiter der Gegenspionage in Wien, und Chef der Abwehrstelle Wien.
Bereits in Wien nutzte er seine Stellung und verhalf mit Rückendeckung von Admiral Wilhelm Canaris, General Hans Oster und Hans von Dohnanyi, ehemalige österreichische Offiziere aus den Gefängnissen der Gestapo zu befreien oder von den Fahndungslisten streichen zu lassen. Ebenso versuchte er, Juden über verschiedenste Aktivitäten vor dem Zugriff der Gestapo und des SD zu schützen.
Nach der Absetzung von Admiral Canaris im Februar 1944 nutzte Heinrich Himmler die Situation und setzte auch den „katholischen Grafen“ als Abwehrchef in Wien und Südosteuropa ab. Rudolf von Marogna-Redwitz wurde der sogenannten Führerreserve des Oberkommandos des Heeres zugeteilt.
Marogna-Redwitz gehörte zum engsten Kreis um die Gebrüder Claus und Berthold Schenk Graf von Stauffenberg. Er wurde nach dem gescheiterten Attentat, an dem er als langjähriger Leiter der Abwehrstelle Wien gemeinsam mit dem Wiener Chef des Stabes, Oberst i. G. Heinrich Kodré, und Hauptmann Carl Szokoll führend beteiligt war, vom Volksgerichtshof am 12. Oktober 1944 zum Tode verurteilt und in Plötzensee zusammen mit Carl Langbehn und Oberst i. G. Alexis Freiherr von Roenne erhängt.

## Würdigung
Im Bamberger Dom erinnert eine Gedenktafel an die fünf sogenannten ‚Bamberger Reiter‘, ehemalige Angehörige des 17. Bayerischen Reiter-Regimentes, die im Kampf gegen das NS-Regime ihr Leben gelassen haben, unter ihnen auch Rudolf Graf von Marogna-Redwitz.
Seine Tochter Elisabeth von Loeben dokumentierte in einem 1984 erschienenen Buch das Leben ihres Vaters.
Die katholische Kirche hat Rudolf Graf von Marogna-Redwitz im Jahr 1999 als Glaubenszeugen in das deutsche Martyrologium des 20. Jahrhunderts aufgenommen.